# 清水佑
清水 佑（しみず ゆう、1986年4月8日 - ）は、日本のラグビー選手。

## プロフィール
- 京都府宇治市出身。
- ポジションはロック(LO)。
- 身長 186cm、体重 105kg
- ニックネームはゆう。
- U19日本代表に選ばれたことがある[1]。

## 来歴
16歳からラグビーを始めた。
2005年、伏見工業高校卒業後、関東学院大学に入る。なお伏見工業高校時代、高校日本代表に選ばれたことがある。
2009年、関東学院大学卒業後、神戸製鋼コベルコスティーラーズに加入。
2010年9月18日に行われたジャパンラグビートップリーグ第3節のトヨタ自動車ヴェルブリッツ戦に先発出場で公式戦初出場を果たす。
2019年、神戸製鋼コベルコスティーラーズを退団した。